# Brąszewice
Brąszewice – wieś w Polsce położona w województwie łódzkim, w powiecie sieradzkim, w gminie Brąszewice.
Wieś królewska (tenuta) w powiecie sieradzkim województwa sieradzkiego w końcu XVI wieku. W latach 1975–1998 miejscowość administracyjnie należała do województwa sieradzkiego.
Miejscowość jest siedzibą gminy Brąszewice. Do 1953 roku miejscowość była siedzibą gminy Godynice.
Urodził się tutaj Jan Kurp, polski polityk, nauczyciel, były wojewoda podkarpacki.

## Historia
Wymieniona w dokumentach w 1495 r. Brąszewice słynęły w czasach Władysława Jagiełły z kuźni żelaza. W okolicznych lasach został zorganizowany w 1863 r. oddział około 500 powstańców, dowodzony przez Franciszka Parczewskiego.

## Architektura
Gdy w 1919 r. zapadła decyzja o utworzeniu parafii, w krótkim czasie wybudowano drewniany kościół w stylu zakopiańskim. Niemcy zrabowali dzwony, sprzęt wywieźli, a kościół zamknęli. Kościół ten spłonął 3 maja 1950 r. Nowy, murowany kościół Najśw. Serca P. Jezusa i św. Michała Archanioła konsekrowano 9 września 1956 r. Jest tu obraz Świętej Trójcy z około poł. XVIII w. pochodzący z sieradzkiej fary.

## Środowisko naturalne
W pobliskim uroczysku Błota występuje stanowisko długosza królewskiego, określanego przez miejscową ludność jako „kwiat paproci”.

## Sport
W Brąszewicach działa Ludowy Zespół Sportowy „LZS Brąszewice”, grający w Sieradzkiej Klasie Okręgowej.
  przez Brąszewice przebiega czarny szlak rowerowy